# Polyphylla
Polyphylla (Harris, 1841), auch Polylamina (Hardy, 1974) oder Macranoxia (Crotch, 1873) ist eine Gattung aus der Unterfamilie Melolonthinae, aus der Familie der  Blatthornkäfer (Scarabaeidae).

## Vorkommen
Die Arten der Gattung Polyphylla sind weit verbreitet. Sie leben in Nord- und Mittelamerika, Zentral- und Südeuropa, in Nordafrika und dem Süden Asiens.
Dort leben sie vorwiegend in Wäldern und auf Obstplantagen.

## Charakteristik
Typisch für die Gattung Polyphylla sind die hellen Streifen auf den Elytren. Außerdem sind sie Fühler, die an den Enden Fächer bilden, charakteristisch für die Unterfamilie Malolonthinae. 
Die ausgewachsenen Tiere werden 25–35 mm groß und ernähren sich von Laub. 
Polyphylla legt seine Eier in den Boden nahe der Futterpflanze, dessen Wurzeln die Larven, nachdem sie geschlüpft sind, essen.

## Systematik
Es gibt rund 85 Spezies, die zur Gattung Polyphylla gehören.
- Polyphylla adspersa (Motschulsky, 1854)
- Polyphylla aeola (La Rue, 1998)
- Polyphylla aeolus (La Rue, 1998)
- Polyphylla alba (Pallas, 1773)
- Polyphylla albertischulzi (Kuntzen, 1933)
- Polyphylla albolineata (Motschulsky, 1861)
- Polyphylla anivallis (La Rue, 2016)
- Polyphylla annamensis (Fleutiaux, 1887)
- Polyphylla anteronivea (Hardy, 1978)
- Polyphylla arguta (Casey, 1914)
- Polyphylla avittata (Hardy, 1978)
- Polyphylla barbata (Cazier, 1938)
- Polyphylla boryi (Brullé, 1832)
- Polyphylla brownae (Young, 1986)
- Polyphylla cavifrons (LeConte, 1854)
- Polyphylla comes (Casey, 1914)
- Polyphylla concurrens (Casey, 1889)
- Polyphylla conspersa (Burmeister, 1855)
- Polyphylla crinita (LeConte, 1856)
- Polyphylla dahnshuensis (Li & Yang, 1997)
- Polyphylla davidis (Fairmaire, 1888)
- Polyphylla decemlineata (Say, 1824)
- Polyphylla devestiva (Young, 1966)
- Polyphylla diffracta (Casey, 1891)
- Polyphylla donaldsoni (Skelley, 2005)
- Polyphylla edentula (Harold, 1878)
- Polyphylla erratica (Hardy, 1978)
- Polyphylla exilis (Zhang, 1984)
- Polyphylla formosana (Niijima & Kinosheta, 1923)
- Polyphylla fullo (Linnaeus, 1758)
- Polyphylla gracilicornis (Blanchard, 1871)
- Polyphylla gracilis (Horn, 1881)
- Polyphylla hammondi (LeConte, 1856)
- Polyphylla hassi (Hass & Reichenbach, 2014)
- Polyphylla hirsuta (Van Dyke, 1933)
- Polyphylla intermedia (Zhang, 1981)
- Polyphylla irrorata (Gebler, 1841)
- Polyphylla jessopi (De Wailly, 1997)
- Polyphylla koso (La Rue, 2016)
- Polyphylla laticollis (Lewis, 1887)
- Polyphylla lerestifi (Guerlach, 2012)
- Polyphylla maculipennis (Moser, 1919)
- Polyphylla maroccana (Peyerimhoff, 1925)
- Polyphylla mescalerensis (Young, 1988)
- Polyphylla minor (Nomura, 1977)
- Polyphylla modulata (Casey, 1914)
- Polyphylla monahansensis (Hardy, 1978)
- Polyphylla morroensis (La Rue, 2016)
- Polyphylla multimaculata (Hardy, 1981)
- Polyphylla navarretei (Zidek, 2006)
- Polyphylla naxiana (Reitter, 1902)
- Polyphylla nigra (Casey, 1914)
- Polyphylla nikodymi (De Wailly, 1997)
- Polyphylla nubecula (Frey, 1962)
- Polyphylla nubila (Van Dyke, 1947)
- Polyphylla occidentalis (Linnaeus, 1767)
- Polyphylla olivieri (Castelnau, 1840)
- Polyphylla parva (Kobayashi & Chou, 2008)
- Polyphylla persica (Brenske, 1902)
- Polyphylla petitii (Guérin-Méneville, 1844)
- Polyphylla phongsali (Zidek, 2006)
- Polyphylla ploceki (Tesar, 1944)
- Polyphylla pottsorum (Hardy, 1978)
- Polyphylla pubescens (Cartwright, 1939)
- Polyphylla ragusae (Kraatz, 1882)
- Polyphylla ratcliffei (Young, 1986)
- Polyphylla rugosipennis (Casey, 1914)
- Polyphylla schestakowi (Semenov, 1900)
- Polyphylla schoenfeldti (Brenske, 1890)
- Polyphylla sicardi (Bedel, 1917)
- Polyphylla sikkimensis (Brenske, 1896)
- Polyphylla simoni (Sehnal & Bezdek, 2011)
- Polyphylla sobrina (Casey, 1914)
- Polyphylla socorriana (La Rue, 2016)
- Polyphylla squamiventris (Cazier, 1939)
- Polyphylla starkae (Skelley, 2009)
- Polyphylla stellata (Young, 1986)
- Polyphylla taiwana (Sawada, 1950)
- Polyphylla tonkinensis (Dewailly, 1945)
- Polyphylla tridentata (Reitter, 1890)
- Polyphylla turkmenoglui (Petrovitz, 1965)
- Polyphylla uteana (Casey, 1892)
- Polyphylla variolosa (Hentz, 1830)
- Polyphylla vietnamica (Kobayashi & Fujioka, 2016)
- Polyphylla woodruffi (Skelley, 2005)